# دریهیوس
دریهیوس (به هلندی: Driehuis) یک منطقهٔ مسکونی در هلند است که در فلسن واقع شده‌است. دریهیوس ۳٬۳۲۰ نفر جمعیت دارد.